# Orgelliteraturspiel
Orgelliteraturspiel ist eines der Hauptfächer in der Ausbildung der Organisten im Rahmen eines Studiums der Kirchenmusik oder in der nebenamtlichen Ausbildung. Es ist die Befähigung, verschriftlichte Orgelmusik angemessen zu interpretieren.
Die Bezeichnung Orgelliteraturspiel wird verwendet, um dieses von anderen Bereichen des Orgelspiels abzugrenzen. So umfasst das Studium der Kirchenmusik im Bachelorbereich wie auch im weiterführenden Masterstudium die Fächer Orgelliteraturspiel, Orgelimprovisation und liturgisches Orgelspiel, die von unterschiedlichen Professoren unterrichtet werden können. Während das liturgische Orgelspiel und die Improvisation ihren Sitz im katholischen oder evangelischen Gottesdienst haben, zielt das künstlerische Orgelspiel im Kirchenmusikstudium auf die Befähigung zu einem solistischen Konzertrepertoire und zur Gestaltung repräsentativer gottesdienstlicher Feiern. Auch die Ausbildung zum nebenamtlichen Organisten als C-Kirchenmusiker oder mit erfolgreich abgeschlossener D-Ausbildung erfordert Fähigkeiten sowohl im Orgelliteraturspiel als auch im liturgischen Orgelspiel und in der Orgelimprovisation.
Das Orgelliteraturspiel umfasst zum einen freie Orgelwerke in verschiedenen Formen und aus unterschiedlichen Epochen ohne vorgegebene Themen, wie Präludien, Toccaten und Fantasien, Ricercare, Canzonen, und Fugen, Variationen, Passacaglien sowie Sonaten und Orgelsinfonien. Hinzu kommen choralgebundene Kompositionen, denen der gregorianische Choral beziehungsweise protestantische und katholische Kirchenlieder zugrunde liegen.